# Habropogon francoisi
Habropogon francoisi är en tvåvingeart som beskrevs av Emile Janssens 1969. Habropogon francoisi ingår i släktet Habropogon och familjen rovflugor. Inga underarter finns listade i Catalogue of Life.